# Sixteen Candles
Sixteen Candles is een film uit 1984 onder regie van John Hughes.

## Verhaal
De film richt zich op Samantha's zestiende verjaardag. Ze keek hier al heel haar leven naar uit en vandaag zou de dag zijn. Alleen is haar familie haar verjaardag vergeten in verband met haar zusters bruiloft! Samantha gaat gedeprimeerd naar school, waar ook niet echt iemand zich lijkt te herinneren dat Samantha jarig is.
Ze is verliefd op de populairste jongen van school, Jake. Hij komt hierachter en raakt zo in haar geïnteresseerd, ondanks dat hij al bezet is en Samantha ook niet bepaald populair is. De grootste sukkel van school, Ted, maakt Jake wijs dat hij met Samantha een relatie heeft, terwijl dit niet zo is. Toch is zijn liefde voor Samantha echt en bezorgt hij haar een dag die ze nooit zal vergeten.

## Rolverdeling
| Acteur               | Personage        |
| -------------------- | ---------------- |
| Molly Ringwald       | Samantha Baker   |
| Michael Schoeffling  | Jake Ryan        |
| Anthony Michael Hall | Boer Ted         |
| Justin Henry         | Mike Baker       |
| Haviland Morris      | Caroline Mulford |
| Paul Dooley          | Jim Baker        |
| Blanche Baker        | Ginny Baker      |
| John Cusack          | Bryce            |